# Plectus tritici
Plectus tritici är en rundmaskart som beskrevs av Bastian 1865. Plectus tritici ingår i släktet Plectus och familjen Plectidae. Inga underarter finns listade i Catalogue of Life.